# Odznaka Krajoznawcza
Odznaka Krajoznawcza – odznaka ustanowiona przez Polskie Towarzystwo Turystyczno-Krajoznawcze w celu popularyzacji walorów krajoznawczych Polski i zachęcania do ich systematycznego poznawania. 

## Historia odznaki
Odznaka została ustanowiona w 1975 przez Zarząd Główny PTTK. Nowy regulamin – gruntownie zmieniający sposób zdobywania odznaki – wszedł w życie 26 lutego 1993 z okazji XIII Walnego Zjazdu PTTK, który odbył się w Poznaniu. Regulamin ten był nowelizowany w 1999, 2004 i 2013.

## Zasady zdobywania
Aby zdobyć odznakę należy zwiedzić określoną liczbę obiektów krajoznawczych, które poznaje się w czasie odbywania wycieczek dowolnego rodzaju (np. piesze, kolarskie, motorowe). 
Odznaka Krajoznawcza ma następujące rodzaje i stopnie:
- Regionalna Odznaka Krajoznawcza (ROK)
  - stopień brązowy
  - stopień srebrny
- Odznaka Krajoznawcza Polski (OKP)
  - stopień brązowy
  - stopień srebrny
  - stopień złoty
  - stopień złoty z szafirem

Odznakę ROK zdobywa się na terenie województwa związanego z miejscem zamieszkania, natomiast OKP na terenie całego kraju. Dobór obiektów krajoznawczych odwiedzanych przy zdobywaniu ROK jest dowolny. Przy zdobywaniu OKP obowiązuje wykaz ponad 400 najbardziej charakterystycznych obiektów krajoznawczych (najciekawsze miasta, muzea, parki narodowe i inne atrakcje krajoznawcze) zestawionych w Kanonie Krajoznawczym Polski. Odznakę OKP w stopniu złotym z szafirem uzyskuje się po zwiedzeniu wszystkich obiektów wymienionych w tym kanonie.
Regionalną Odznakę Krajoznawczą (ROK) trzeba odróżnić od regionalnych odznak krajoznawczych ustanowionych przez poszczególne oddziały PTTK np. „Przyjaciel Wielkopolski”, „Warszawska Odznaka Krajoznawcza”, „Przyjaciel Międzygórza”. Osoby posiadające jakąkolwiek odznakę regionalną obowiązującą w regionie zamieszkania otrzymują automatycznie odznakę ROK w stopniu brązowym. Również laureaci etapu wojewódzkiego Ogólnopolskiego Młodzieżowego Konkursu Krajoznawczego „Poznajemy Ojcowiznę” uprawnieni są do otrzymania ROK w stopniu brązowym.